# Aláqueme I do Cairo
Abu Alabás Amade Aláqueme Biamir Alá (em árabe: أبو أحمد بن العباس حسين بن أبي بكر الحاكم بأمر الله; romaniz.: Abu l-Abbas Ahmad al-Hakim bi-Amri llah), dito Aláqueme I do Cairo, foi o segundo califa abássida do Cairo sob os sultões mamelucos do Egito entre 1262 e 1302.

## História
Aláqueme sobreviveu ao massacre dos abássidas em 1258 pelas mãos do invasor mongol Hulagu após o saque de Bagdá. Fugindo para a Síria, ele se juntou ao mameluco Aqqus al-Buril, de Alepo, por quem foi proclamado califa em junho de 1261. No Egito, Baibars não o reconheceu e proclamou, ao invés disso, Almostancir II como califa. Com um exército fornecido por seu patrono, Aláqueme montou um exército e chegou a 20 quilômetros de Bagdá, mas teve que recuar. Enquanto estava acampado às margens do Eufrates, ele se encontrou com as forças beduínas de Almostancir e se juntou a elas num ataque aos mongóis. Porém, os dois abássidas foram derrotados na Batalha de Ambar, na qual Almostancir foi morto.
Alepo foi então conquistada por Baibars e Aláqueme, em janeiro de 1262, foi para o Cairo esperando ser reconhecido como califa pelo novo sultão que, ao invés disso, o prendeu na cidadela do Cairo. Em 17 de novembro de 1262 ele foi solto e proclamado califa, por motivos puramente propagandísticos. Ele permaneceu preso na cidadela, mas lhe foi permitido ter uma vida familiar. Sua esposa era uma filha do emir Daúde-Nácer de Queraque da dinastia dos Aiúbidas.
Durante os quarenta anos de seu califado, Aláqueme levou uma vida de prisioneiro, sem qualquer poder ou liberdade. Apenas sob o sultão Calil (r. 1290–1293) é que ele foi libertado, por conta dos preparativos de uma campanha na Armênia. Em 21 de setembro 1292, ele foi formalmente aceito na corte do sultão. Em 1296, ele e sua família acompanharam o sultão Lagin (r. 1296-1299) em sua peregrinação a Meca (Haje). Além disso, o sultão criou um protocolo formal que exigia a aprovação do califa para o estabelecimento de novos sultões, o que deu ao cargo de califa um mínimo de dignidade cerimonial. Os relatos da época, porém, retratam Aláqueme como sendo vulgar e brutal, resultado da falta de educação e formação, que lhes foram negados pelos sultões.
Aláqueme morreu em 19 de janeiro de 1302, com a idade entre 70 e 80 anos, no Cairo.